# Tianma-Radioteleskop
Das Tianma-Radioteleskop (chinesisch 天馬望遠鏡 / 天马望远镜, Pinyin Tiānmǎ Wàngyuǎnjìng; gelegentlich findet sich auch die Schreibweise Tian Ma), abgekürzt SH65 ist ein modernes, voll bewegliches 65-Meter-Radioteleskop in Tianma im Westen der Großgemeinde Sheshan, welche wiederum zum Stadtbezirk Songjiang der chinesischen Stadt Shanghai gehört. Es besitzt eine adaptive Anpassung der Oberfläche mit Aktuatoren und einen bauartbedingten Empfangsbereich von 1–50 GHz sowie Empfänger für die Frequenzbänder L, S, X, C, Ku, K, Ka und Q.

## Geschichte
Im Jahr 2008 beschlossen die Chinesische Akademie der Wissenschaften, die Stadtregierung von Shanghai und die Leitung des Mondprogramms der Volksrepublik China, gemeinsam den Bau eines 65-m-Radioteleskops zu finanzieren. Die geschätzten Baukosten betrugen 200 Millionen Yuan (von der Kaufkraft her etwa 200 Millionen Euro). Unter dem Gesichtspunkt der Finanzierung war dies ein rein ziviles Projekt. Der Auftrag für Planung und Bau der Antenne wurde jedoch an das 54. Forschungsinstitut der China Electronics Technology Group Corporation vergeben, das damals der Abteilung für elektronische Kampfführung des Generalstabs unterstand.
2009 waren die Planungen abgeschlossen und man begann mit der Herstellung der Komponenten; die feierliche Grundsteinlegung für die Parabolantenne fand am 29. Dezember 2009 auf einem 2 ha großen Grundstück westlich des Dorfes Sanjiezhi (三界址村) statt. Die eigentlichen Bauaktivitäten begannen am 19. März 2010; im Sommer 2012 stand das 70 m hohe und 2700 t schwere Teleskop und die Mikrowellen-Empfänger für die L, S, X, und C-Frequenzbänder konnten installiert werden. Das erste Licht des Radioteleskops war am 26. Oktober 2012. Die Anlage wurde später ausgebaut mit Empfängern für die Ku, K, Ka und Q-Bänder.

## Verwendung
Betreiber des Teleskops ist das Astronomische Observatorium Shanghai, ein Institut der Akademie der Wissenschaften. Die „Forschungsgruppe Tianma-Teleskop“ (天马望远镜研究团组, Pinyin Tiānmǎ Wàngyuǎnjìng Yánjiū Tuánzǔ) befasst sich dort unter der Leitung von Shen Zhiqiang, dem Direktor des Observatoriums, mit Forschungen zur Sternentstehung und zum Interstellaren Medium. Das Observatorium Shanghai besitzt bereits seit 1986 ein 25-m-Radioteleskop in Sheshan, 6,1 km vom Standort des neuen Teleskops entfernt. Beide Radioteleskope können für bessere Leistungen gemeinsam betrieben werden.
Das Teleskop hat einen mehrfachen Nutzen, einerseits dient es zur radioastronomischen Forschung und zur Forschung über die Geodynamik, und andererseits unterstützt es die chinesischen Weltraummissionen. Für die Raumfahrt ist es Teil des chinesischen Deep-Space-Netzwerks für das Mondprogramm und zukünftige Marsmissionen. Zu diesem Zweck verfügt es über Delta-DOR-Technologie und eine hochpräzise Wasserstoff-Maser-Uhr und ist über ein leistungsfähiges Computernetzwerk mit dem Korrelator und den anderen chinesischen Radioteleskopen verbunden. Somit kann die Anlage nicht nur Signale von Raumschiffen empfangen, sondern auch zusammen mit den anderen Stationen insbesondere mit den beiden militärisch verwalteten Tiefraumstationen in Kashgar und Giyamusi zu deren genauen Positionsbestimmung beitragen. Seinen ersten Einsatz für die Raumfahrt hatte es bei der Chang’e-3 Mission, die Position des Landers auf dem Mond konnte damit bis auf weniger als 1 m genau bestimmt werden. Die Station entspricht den Bestimmungen des CCSDS, somit kann die Station für die Raumfahrt weltweit Daten mit anderen Weltraumagenturen und Antennennetzwerken austauschen.
Zusammen mit der 25-Meter-Antenne und den Antennen in Nanshan bei Ürümqi, Miyun bei Beijing und Kunming ist das Tianma Teil des Chinesischen VLBI Netzwerks (CVN) und bildet damit ein VLBI-Teleskop in der Größe Chinas. Durch die Hinzunahme dieser Station wurde die Empfindlichkeit des CVN-Netzwerks um den Faktor 2,6 verbessert.
2010/11 wurde gleichzeitig mit dem Bau der großen Antenne 2,4 km östlich davon, 4 km westlich des alten 25-m-Teleskops (also mehr oder weniger in der Mitte), auf einem 6,5 ha großen Grundstück das VLBI-Zentrum (VLBI中心) mit 3600 m² Gebäudefläche errichtet, dazu kommen noch Gebäude mit 3400 m² für die Zusatzeinrichtungen. Das Zentrum korreliert dabei nicht nur die Daten der 25- und 65-Meter-Radioteleskope, sondern auch die übrigen Daten des gesamten CVN. Das Teleskop ist zusammen mit der 25-Meter-Antenne Teil des Europäischen VLBI Netzwerks, das weltweit 22 Radioteleskope nutzt und des East Asia VLBI Radio Telescope Networks, das Daten von 21 chinesischen, koreanischen und japanischen Radioteleskopen verwertet.